# Sector eléctrico en El Salvador
El Salvador es el mayor productor de energía geotérmica de América Central. Excepto por la generación hidroeléctrica, la cual está casi en su totalidad en manos de la empresa gubernamental CEL (Comisión Ejecutiva del Río Lempa) y es administrada por ésta, el resto de la capacidad de generación está en manos privadas.  La Estrategia Nacional de Energía 2007 del gobierno identificó varios proyectos de energía hidroeléctrica y geotérmica como la mejor opción para satisfacer la demanda en el futuro y para diversificar la matriz de energía del país. Esto también reduciría la dependencia de las fuentes de generación térmica tradicionales y, con ello, la vulnerabilidad a los altos precios del petróleo. 
El Salvador es partícipe del Sistema de Interconexión Eléctrica de los Países de América Central (SIEPAC), el cual integra la red eléctrica de Centroamérica.

## Capacidad instalada
El Salvador es el país con la mayor producción de energía geotérmica de América Central. La capacidad total instalada en 2006 fue de 1,312 MW, de la cual el 52% era térmica, el 36% hidroeléctrica y el 12% geotérmica. El porcentaje más grande de la capacidad de generación (65%) estaba en manos privadas. En términos de evolución, la capacidad instalada casi se ha duplicado en los últimos 20 años y aumentado en 200 MW desde el año 2000.
La generación neta de electricidad en 2006 fue de 5.195 GWh, de la cual el 40% provenía de fuentes térmicas tradicionales, el 38% de fuentes hidroeléctricas, el 20% de fuentes geotérmicas y el 2% de la biomasa.
la capacidad instalada en el 2020 fue de 2,360.31MW 

### Demanda
En 2006, la electricidad total vendida en El Salvador fue de 4794 GWh, lo que corresponde a un consumo de 702 kWh anuales per cápita. El sector residencial representa el 33% del consumo, con el mercado desregulado complementando un 11% de la electricidad consumida.
La demanda máxima en el mercado mayorista fue de 881 MW, un 6,3% más que la cifra de 2005.

### Demanda vs. suministro
El aumento de la demanda máxima desde el año 2000 ha sido compensado por aumentos similares en la capacidad instalada. El aumento anual medio de la demanda máxima ha sido del 2,6%, mientras que el aumento medio de la capacidad instalada ha sido del 2,9%, con porcentajes de aumento por encima del 6% para ambas medidas en el año 2006. El margen de reserva nominal del sistema en el año 2004 fue del 36%. Aunque esta cifra es alta, no refleja la vulnerabilidad del sistema de generación en caso de apagones de unidades particulares, en especial los relacionados con la capacidad y disponibilidad hidroeléctrica.
Con respecto al futuro, se espera que la demanda crezca a una tasa anual del 5% en los próximos años. Se espera que la demanda de pico crezca desde los 833 MW de 2005 a los 1.030 MW de 2010. Las simulaciones de planificación indican que es improbable el riesgo de racionamiento de energía hasta 2010, incluso si se retrasara la puesta en servicio de la interconexión SIEPAC. La Estrategia Nacional de Energía de 2007 identifica los proyectos de energía geotérmica e hidroeléctrica con más probabilidades de ser ejecutados para reducir la diferencia entre demanda y suministro en el futuro y cumplir con el objetivo de diversificar la matriz de energía del país. Los proyectos de energía a gran escala, como los desarrollados por Cutuco Energy Central America (los cuales comenzarán a generar 525 MW en 2011) ayudarán a satisfacer las demandas de energía y evitar su racionamiento.

## Acceso a la electricidad
En 1995, solo el 65,5% de la población de El Salvador tenía acceso a la electricidad. En la actualidad, el índice de electrificación es del 83,4%. Esta cobertura es mayor que las de Guatemala (83,1%), Honduras (71,2%) y Nicaragua (55%), pero menor que las de Costa Rica (98,3%) y Panamá (87,1%) y también menor que el promedio del 94,6% de ALyC. Se estima que la electrificación en la mayoría de los centros urbanos es superior al 97%, mientras que la cobertura rural es de alrededor del 72%. Los planes del Ministerio de Economía buscan alcanzar un índice de electrificación rural de 93% para 2009. Este ambicioso plan incluye la expansión de la red de distribución y la instalación de paneles solares fotovoltaicos en las zonas aisladas de la red.

## Calidad del servicio

### Frecuencia y duración de las interrupciones
En 2005, la cantidad media de interrupciones por cliente fue de 12, mientras que la duración de las interrupciones por cliente fue de 16 horas. Estos valores son muy parecidos a los promedios ponderados de ALyC, los cuales son de 13 interrupciones y 14 horas respectivamente.

### Pérdidas en distribución y en transmisión
En 2006, las pérdidas de distribución en El Salvador fueron del 12,4%, sólo mayores que las de Costa Rica (9,4%) y menores que el promedio regional de América Central del 16,2%. Por otro lado, las pérdidas de transmisión fueron del 1,7% para el mismo año.

## Responsabilidades en el sector eléctrico

### Control gubernamental
Los entes reguladores del sector eléctrico son:
- La Dirección de Energía Eléctrica (DEE), creada en 2001, es la unidad administrativa dentro del Ministerio de Economía que se encarga de elaborar, proponer, coordinar y ejecutar políticas, programas, proyectos y otras acciones en el sector eléctrico.[10]

- La Superintendencia General de Electricidad y Telecomunicaciones (SIGET) es la entidad reguladora tanto para el sector eléctrico como el de las telecomunicaciones. La SIGET se encarga de regular el mercado de la energía, las compañías de distribución y los precios al consumidor.[5]

- El Consejo Nacional de Energía (CNE) data de 2006.  Analiza la situación energética de El Salvador y las propuestas del gobierno, y recomienda la incorporación de nuevas acciones y estrategias. El CNE busca contribuir a un cambio de la generación hacia la energía renovable y modificar las pautas de consumo para lograr un uso eficiente de la energía.[2]

- La Unidad de Transacciones (UT) es la compañía privada que se encarga de administrar el mercado mayorista de electricidad; está a cargo del despacho del sistema y funciona como una cámara de compensación.[5] La UT también es la responsable de la operación del sistema de transmisión.

### Generación
En mayo de 2022 se integró a la red la planta eléctrica de Energía del Pacífico, a gas natural, en Acajutla, la cual tiene una capacidad nominal de 378 megavatios, y que se abastece merced a una Unidad Flotante de Almacenamiento y Regasificación (UFAR) de gas natural licuado (GNL), que a principios de la década era el BW Tatiana.
En 2006 había 11 compañías de generación en El Salvador. De las 22 plantas de generación, 18 estaban en manos privadas. La única compañía pública que participa en la generación es CEL (Comisión Ejecutiva Hidroeléctrica del Río Lempa), la cual posee el 97% de la capacidad de energía hidroeléctrica. A continuación se describe la cantidad y tipo de las plantas operadas por cada compañía:
| Tipo                   | Nombre de la compañía | Número de plantas | Capacidad instalada (MW) |
| MERCADO MAYORISTA      |                       | 13                | 1.361,7                  |
| Compañías públicas:    |                       | 6                 | 664,7                    |
| ---------------------- | --------------------- | ----------------- | ------------------------ |
| Energía hidroeléctrica |                       | 4                 | 460,3                    |
|                        | CEL                   | 4                 | 460,3                    |
| Energía geotérmica     |                       | 2                 | 204,4                    |
|                        | LaGeo                 | 2                 | 204,4                    |
| Compañías privadas     |                       | 9                 | 697                      |
| Energía térmica        |                       | 7                 | 545,8                    |
|                        | CESSA                 | 1                 | 32,6                     |
|                        | CLESA                 | 1                 | 0                        |
|                        | Duke                  | 3                 | 318                      |
|                        | Invers.Ene            | 1                 | 51,2                     |
|                        | Nejapa                | 1                 | 144                      |
| MERCADO MINORISTA      |                       | 9                 | 155,5                    |
| Compañías privadas     |                       | 9                 | 155,5                    |
| Energía hidroeléctrica |                       | 3                 | 12,3                     |
|                        | CECSA                 | 1                 | 8                        |
|                        | De Matheu             | 1                 | 1,5                      |
|                        | Sensunapán            | 1                 | 2,8                      |
| Energía térmica        |                       | 6                 | 143,2                    |
|                        | Borealis              | 1                 | 13,6                     |
|                        | CASSA                 | 1                 | 29                       |
|                        | EGI Holdco            | 1                 | 5,5                      |
|                        | Ing. Cabaña           | 1                 | 21                       |
|                        | Ing. Ángel            | 1                 | 30                       |
|                        | Textufil              | 1                 | 44,1                     |
| TOTAL                  |                       | 22                | 1.312,8                  |

Fuente: CEPAL 2007

### Transmisión
En El Salvador, la compañía gubernamental Etesal (Empresa Transmisora de El Salvador), constituida en 1999 luego de la reestructuración de CEL (Comisión Ejecutiva Hidroeléctrica del Río Lempa), es responsable del mantenimiento y la expansión del sistema de transmisión.

### Distribución
En El Salvador hay cinco compañías de distribución. La participación en el mercado de cada una en 2006 fue la siguiente:
- CAESS: 44%
- Delsur: 25%
- AES-CLESA: 18%
- EEO: 10%
- Deusem: 2%
- EDESAL

CAESS, CLESA, EEO (Empresa Eléctrica de Oriente) y Deusem (Distribuidora Eléctrica de Oriente) están controladas por AES Corporation.

## Recursos de energía renovable
La Política Nacional Energética de 2007 apoya la diversificación y el aumento de las fuentes de energía, principalmente a través de energías renovables como la hidroeléctrica, la geotérmica, la solar, la eólica y los biocombustibles (así como el carbón mineral y el gas natural). Además de las energías hidroeléctrica y geotérmica, el gobierno prevé un incremento de 50 MW adicionales en la generación con recursos renovables en los próximos 10 años a partir de energía eólica, energía solar y plantas minihidroeléctricas.
En noviembre de 2007, El Salvador aprobó la Ley de Incentivos Fiscales para el Fomento de las Energías Renovables. Este nuevo marco legal incluye incentivos tales como una exención de impuestos de 10 años para proyectos menores a 10 MW de capacidad de generación. Un nuevo Sistema de Fomento de las Energías Renovables (SIFER) contempla la creación de un Fondo Rotativo de Fomento de las Energías Renovables (FOFER) que otorgaría créditos blandos, garantías y asistencia para la financiación de estudios de factibilidad de nuevos proyectos.

### Hidroelectricidad

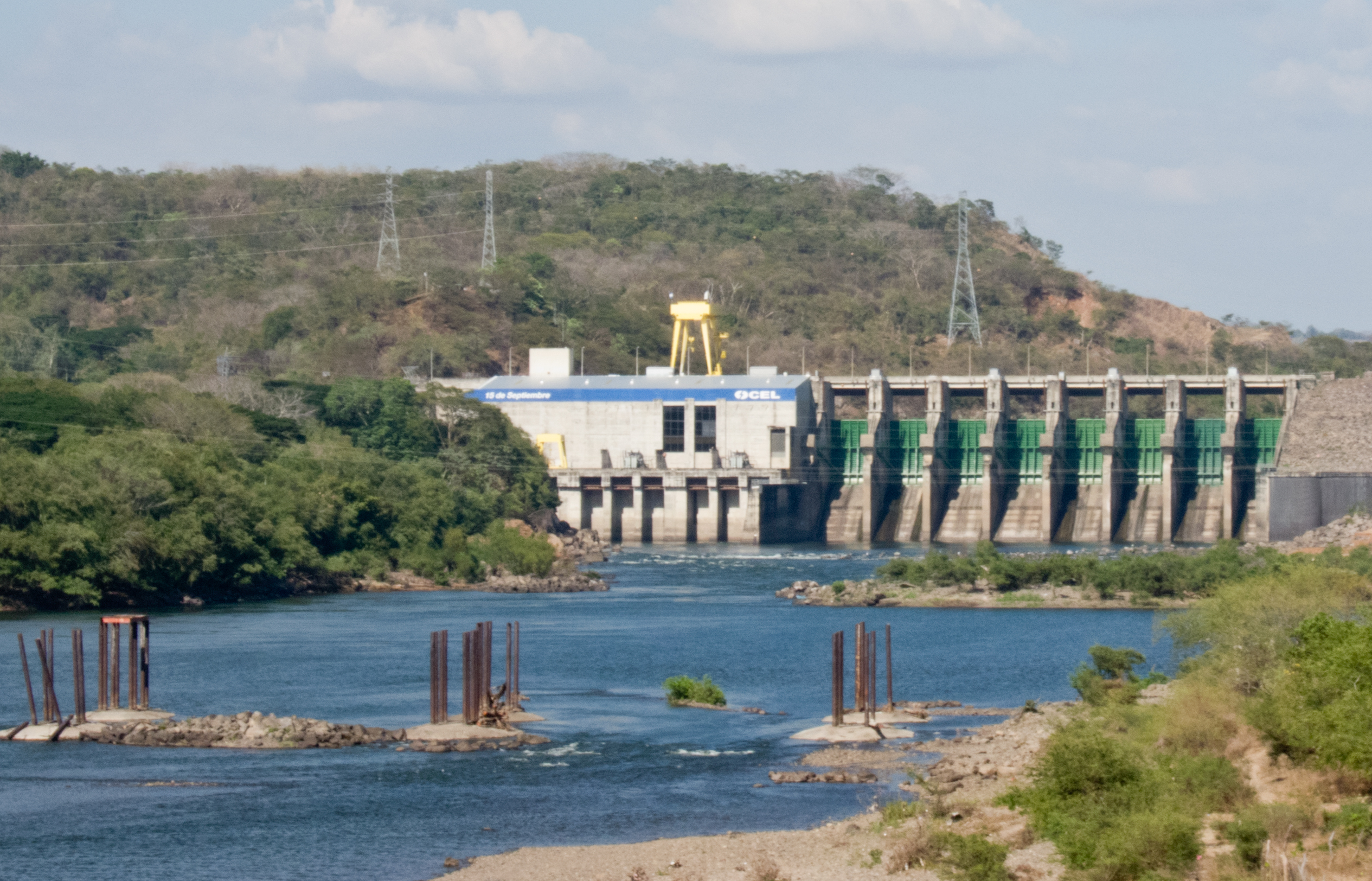
Presa de 15 de septiembre del Río Lempa

En la actualidad, las plantas de energía hidroeléctrica aportan solo el 36% de la electricidad producida en El Salvador. La compañía pública estatal CEL (Comisión Ejecutiva Hidroeléctrica del Río Lempa) posee y opera el 97% de la capacidad. Las cuatro plantas de energía hidroeléctrica en El Salvador son: 5 de noviembre (81,4 MW), Guajoyo (15 MW), Cerrón Grande (135 MW) y 15 de septiembre (156,3 MW), todas ellas sobre el Río Lempa.
En este sector, los proyectos actualmente en marcha son los siguientes:
- Actualización de las dos unidades en la planta 15 de septiembre con 24 MW de nueva capacidad
- Nueva planta hidroeléctrica El Chaparral con 66 MW
- Nueva planta hidroeléctrica El Cimarrón con 261 MW

Esta expansión de la capacidad hidroeléctrica añadiría 351 MW al sistema en los próximos 5 años, lo que representa un aumento del 76% en la capacidad actual. Además, si se ejecutaran los proyectos binacionales El Tigre (en el río Lempa) y El Jobo y Piedra de Toro (en el río Paz) con Honduras y Guatemala, se añadirían 488 MW de capacidad adicional al sistema de generación.

### Solar
En octubre de 2015, AES inauguró la planta AES Moncagua es una planta de generación fotovoltaica con una capacidad instalada de 2.5 MW, producidos a través de más de 8 mil módulos fotovoltaicos de tipo policristalino. La planta cuenta con una estación de monitoreo climático que le permite analizar y confirmar su correcto funcionamiento. Asimismo, permitirá reducir la emisión de 2,700 toneladas de CO2 al año.
En septiembre de 2017, AES y la Corporación Multi Inversiones (CMI) anunciaron el asocio para crear el proyecto de energía solar: Bósforo, un importante proyecto de 100 megavatios de energía con fuente solar fotovoltaica que reducirá emisiones por más de 175,000 toneladas métricas de dióxido de carbono al año. El proyecto Bósforo consiste en 10 plantas solares a construirse en los próximos dos años, cada una de las plantas tendrá la capacidad de generar hasta 10 megavatios.
Actualmente se está construyendo la planta solar más grande de Centroamérica en el departamento de La Paz

### Energía geotérmica
En la actualidad hay dos instalaciones geotérmicas en funcionamiento en El Salvador, la planta de Ahuachapán, de 95 MW, y la de Berlín, de 66 MW. La compañía eléctrica con mayoría de capital estatal LaGeo, antiguamente denominada Gesal, opera las dos plantas. LaGeo está ampliando actualmente las dos plantas geotérmicas existentes y llevando a cabo un estudio de factibilidad para una tercera planta, Cuyanausul. Se espera que los tres proyectos agreguen 64 MW de capacidad de generación eléctrica instalada para 2007.
La Estrategia Nacional de Energía de 2007 determina que la capacidad geotérmica en El Salvador es de alrededor de 450 MW. Los planes de expansión podrían dar como resultado una capacidad adicional de 183 MW en el período 2006-2014 (un aumento del 121% en los próximos 7 años), con proyectos que se desarrollarán en Ahuachapán (25 MW), Berlín (50 MW), San Vicente (54 MW) y Chinameca (54 MW).

### Historia temprana
Hasta mediados de la década de los 90, el sector de la energía en El Salvador operaba a través de una comisión estatal denominada Comisión Ejecutiva Hidroeléctrica del Río Lempa (CEL), la cual proporcionaba servicios de generación, transmisión y distribución. La reestructuración del sector eléctrico culminó en la desagregación de la generación, transmisión y distribución; la desagregación horizontal de la generación y distribución en varias compañías fue llevada a cabo en el período 1996-2000. La Ley General de Electricidad (decreto legislativo n.º 843) y su legislación secundaria fueron promulgadas en 1996 y 1997 respectivamente a través de iniciativas de la Dirección de Energía Eléctrica (DEE) dentro del Ministerio de Economía (MINEC). La Superintendencia General de Electricidad y Telecomunicaciones (SIGET) se creó como parte de la reforma y se le asignó la responsabilidad de aplicar las leyes del sector y de supervisar su cumplimiento.
La ley de la electricidad en El Salvador es bastante particular ya que proporciona un alto grado de libertad a los agentes del mercado. El artículo 8 autoriza explícitamente la integración vertical en la generación, transmisión, distribución y suministro. La única limitación consiste en prohibir que las compañías de generación, distribución y suministro posean acciones de Etesal (Empresa Transmisora de El Salvador, S.A. de C.V.), la compañía de transmisión que se creó con la reestructuración de CEL. Dicha concesión, junto con la organización de un mercado spot basado en el precio, resulta sorprendente en un sistema pequeño con pocos operadores.

### Desarrollos delsigloXXI

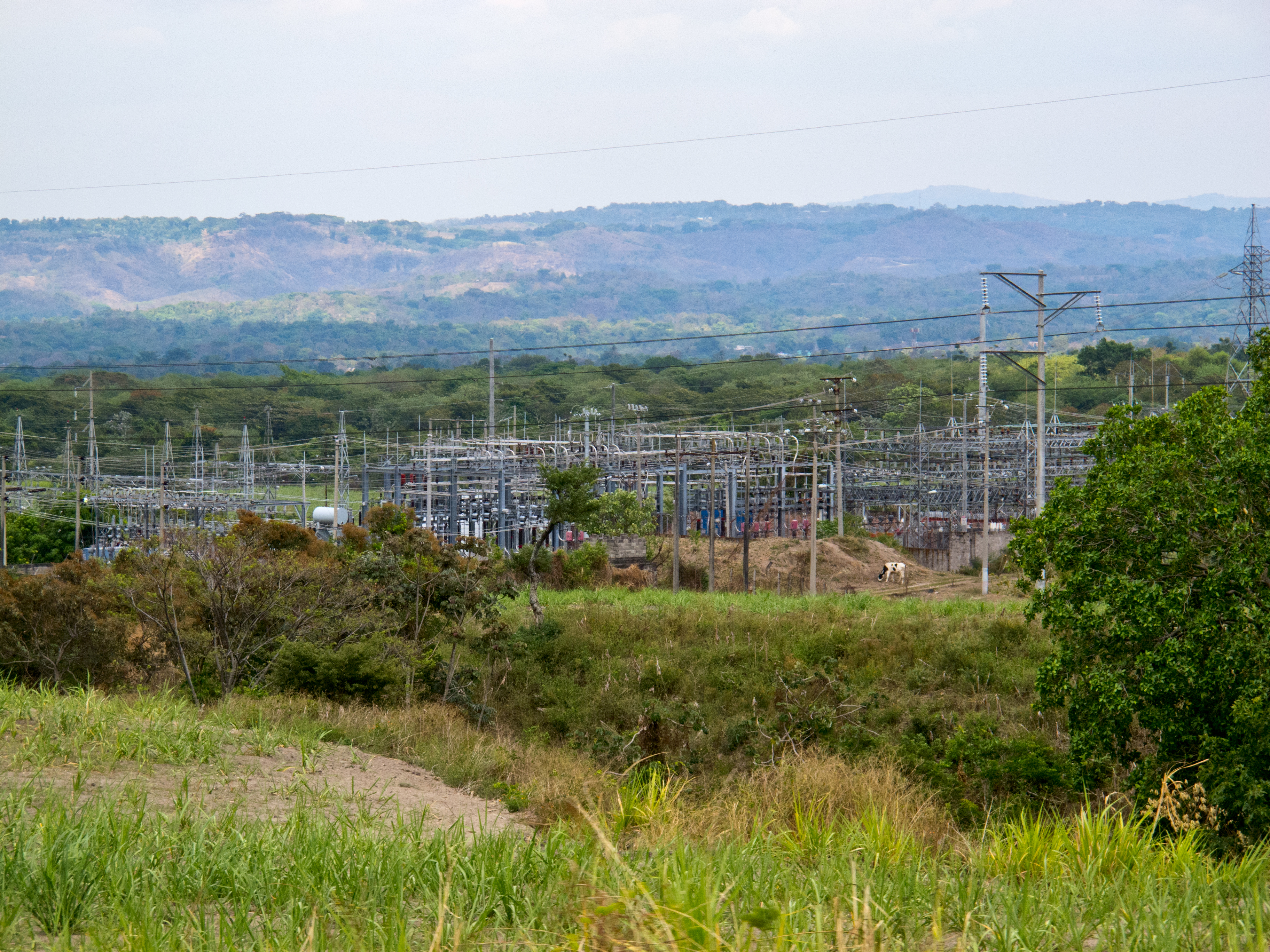
Una subestación para distribuir la electricidad, cerca Nejapa

La remuneración de los generadores en el mercado spot no despertó el interés de los productores privados por conseguir grandes rendimientos y por tanto instalar nueva capacidad. Como resultado, el gobierno consideró la posibilidad de que la falta de nueva capacidad de generación ocasionara mayores precios al contado, tarifas más altas y márgenes de reservas más bajos, lo que finalmente podría llevar a una crisis en el suministro que le obligaría a invertir en el sector. Para resolver este problema, en 2003 y 2004, el gobierno estableció reglas para permitir que los precios de contrato a largo plazo fijados por licitación se reflejaran en las tarifas al consumidor y para facultar al regulador a cambiar a un mercado basado en el costo si se evidenciaba la manipulación del mercado.
En julio de 2005, como consecuencia de los altos precios internacionales del petróleo, el gobierno creó la Comisión Nacional de Emergencia para Atender los Altos Precios del Petróleo con el objetivo de analizar e impulsar medidas para minimizar los impactos. Esta comisión promovió ciertas acciones específicas tales como el establecimiento de horarios de trabajo escalonados para reducir el tráfico de vehículos. A menos de un año de la creación de esta comisión, se reconoció la necesidad de ampliar su campo de acción, lo cual llevó a la creación, en julio de 2006, del Consejo Nacional de Energía (CNE). El CNE propondrá, gestionará y contribuirá con los organismos a cargo de la aprobación de estrategias energéticas que contribuyan al desarrollo socioeconómico del país en armonía con el medio ambiente.
En mayo de 2007, el gobierno salvadoreño presentó su Política Nacional Energética, cuyos objetivos principales son: (i) asegurar un abastecimiento adecuado, continuo, de calidad y a precios razonables; (ii) reducir la vulnerabilidad del abastecimiento de energía, diversificando las fuentes energéticas del país; (iii) minimizar el impacto ambiental; y (iv) ampliar la cobertura de los servicios de energía a la población y a los sectores económicos. Los objetivos específicos y los lineamientos estratégicos de la Política Nacional Energética incluyen: (i) diversificación e incremento de las fuentes de energía; (ii) ampliación de la cobertura; (iii) promoción de la eficiencia del mercado y establecimiento de reglas claras y estables; (iv) promoción de la eficiencia energética; y (v) apoyo a la integración energética.
Desde noviembre de 2007, el gobierno salvadoreño ha estado evaluando una ley de gas natural, ya que este gas no está incluido ni regulado por la actual Ley de Hidrocarburos. Este movimiento ha sido propiciado por un nuevo proyecto de gas natural a gran escala que está desarrollando Cutuco Energy Central America. Este proyecto usará gas natural para generar 525 MW, más de la mitad de lo que actualmente se genera en El Salvador.

### Integración regional: el proyecto SIEPAC
En 1995, luego de casi una década de estudios preliminares, los gobiernos de América Central, el gobierno de España y el Banco Interamericano de Desarrollo acordaron llevar a cabo el proyecto SIEPAC. Este proyecto, junto con el Plan Puebla Panamá, tiene como objetivo la integración eléctrica de la región. Los estudios de factibilidad mostraron que la creación de un sistema de transmisión regional sería muy positiva para la región y llevaría a la reducción de costos de la electricidad y a mejoras en la continuidad y confiabilidad del suministro. En 1996, los seis países (Panamá, Honduras, Guatemala, Costa Rica, Nicaragua y El Salvador) firmaron el Tratado Marco del Mercado Eléctrico de América Central.
El diseño del Mercado Eléctrico Regional (MER) se realizó en 1997 y fue aprobado en 2000. El MER es un mercado adicional superpuesto a los seis mercados nacionales existentes, con una regulación regional, en el cual los organismos autorizados por el Ente Operador Regional (EOR) realizan transacciones eléctricas internacionales en la región. En cuanto a la infraestructura, EPR (Empresa Propietaria de la Red S.A.) está a cargo del diseño, la ingeniería y la construcción de casi 1.800 km de líneas de transmisión de 230 kV. Se espera que el proyecto esté en funcionamiento para fines de 2008.
(Para obtener un mapa de la línea de transmisión regional, véase SIEPAC)

## Tarifas y subsidios

### Tarifas
Los precios de la electricidad son regulados por la SIGET. Comprenden los componentes de generación, transmisión, distribución y suministro. En 2005, la tarifa residencial media en El Salvador era de 0,139 US$ por kWh, por encima de los 0,105 US$ por kWh de promedio ponderado para ALyC. Por el contrario, la tarifa industrial media en El Salvador de 0,103 US$ por kWh estaba por debajo del promedio de 0,107 US$ por kWh para ALyC.
Los precios de la electricidad varían considerablemente de una compañía de distribución a otra. Los pequeños consumidores (costo alto) tienen precios altos y los grandes consumidores (costo bajo) tienen precios más bajos. Esto es una indicación de que las tarifas en El Salvador reflejan mejor los costos que en otros países.

### Subsidios
Para los usuarios residenciales con niveles de consumo menores a 100 kWh, el 86% de la diferencia entre la tarifa completa y los precios máximos establecidos en noviembre de 1999 está subsidiado. Esos precios máximos son los siguientes:
- 0,0640 US$ por kWh para un consumo mensual entre 1 kWh y 50 kWh

0,0671 US$ por kWh para un consumo mensual entre 50 kWh y 99 kWh
En 2006, de acuerdo con los datos disponibles, 809.536 usuarios (es decir, el 60,6% de los clientes conectados a la red de distribución) estaban subsidiados. En conjunto, esos consumidores representaban el 10,6% del total de la energía demandada a nivel de distribución.

## Inversión y financiación
Los requisitos del plan de ampliación incluyen, además de adiciones en la generación, inversiones en transmisión (incluidas las líneas de 230 kV que enlazan con la interconexión SIEPAC) e inversiones en distribución, incluida la electrificación rural. Los requisitos de inversión para el período 2005-2009 se estimaron de la siguiente manera:
| (Millones de US$)     | Total | Pública | Privada | Pública/Privada |
| --------------------- | ----- | ------- | ------- | --------------- |
| Generación            | 298   | 8       | 84      | 206             |
| Transmisión           | 47    | 47      |         |                 |
| Distribución          | 84    |         | 84      |                 |
| Electrificación rural | 101   | 83      | 18      |                 |
| TOTAL                 | 530   | 138     | 186     | 206             |

Fuente: Banco Mundial 2006
Las asociaciones entre los sectores público y privado constituyen la mayor fuente de financiación para la generación. Incluyen inversiones en instalaciones geotérmicas a través de LaGeo y su inversor estratégico, que probablemente seguirán adelante; otras inversiones en esta categoría incluyen la planta de energía Chaparral (143 millones US$). También es importante observar que estas estimaciones son sólo para las inversiones necesarias en El Salvador. No toman en cuenta la financiación requerida para una capacidad de generación estable de 300 MW que se supone disponible desde las fuentes regionales a través de la línea SIEPAC.

### Electrificación rural
La inversión presupuestada en electrificación rural durante el período 2004-2009 asciende a casi 100 millones US$, financiada según se resume en la siguiente tabla:
| (Millones de US$) | Gubernamental | Municipios | Compañías de distribución | Total |
| ----------------- | ------------- | ---------- | ------------------------- | ----- |
| Sistemas aislados | 12            | 9,6        | 2,4                       | 24    |
| Líneas nuevas     | 28,8          | 28,8       | 14,4                      | 72    |
| Subestaciones     | 3,8           |            | 1,3                       | 5     |
| TOTAL             | 44,6          | 38,4       | 18,1                      | 101   |

Fuente: Banco Mundial 2006
Los proyectos de electrificación social se desarrollan principalmente a través del Fondo de Inversión Social para el Desarrollo Local (FISDL), que funciona desde 1990. El FISDL ha ejecutado un gran número de proyectos que ascienden a más de 400 millones US$, a pesar de tener que enfrentarse a obstáculos para alcanzar sus objetivos, sobre todo debido a la falta de una financiación segura.
Uno de los proyectos de electrificación rural más ambicioso se ejecutará durante los próximos cinco años en el norte del país, a través de un proyecto de inversión conjunta del gobierno con la Cuenta del Desafío del Milenio (MCA, por sus siglas en inglés) en 94 municipios. El objetivo del proyecto es ampliar la cobertura del servicio del 78% actual a un 97% en 2012. Se ha estimado que la inversión total requerida es de 40 millones US$. Este proyecto se implementará a través del Fondo de Inversión Nacional en Electricidad y Telefonía (FINET). De acuerdo con la ley de creación del FINET, los recursos para la construcción y mejora de la infraestructura eléctrica se otorgarán mediante la subasta de subsidios. En la asignación de fondos para implementar esta subactividad de electrificación rural podrán participar las compañías de distribución de electricidad autorizadas por la Superintendencia General de Electricidad y Telecomunicaciones (SIGET).

## Resumen de la participación privada en el sector eléctrico
| Actividad    | Privada participación (%)     |
| ------------ | ----------------------------- |
| Generación   | 65% de la capacidad instalada |
| Transmisión  | 0%                            |
| Distribución | 100%                          |

## Emisiones de gases de efecto invernadero
OLADE (Organización Latinoamericana de Energía) estimó que las emisiones de CO2 por la producción de electricidad en 2003 fueron de 1,57 millones de toneladas de CO2, lo que representa el 25% del total de las emisiones del sector energético.

### Proyectos MDL en electricidad
Actualmente (noviembre de 2007) hay tres proyectos MDL registrados en el sector eléctrico en El Salvador, con una reducción total de emisiones estimada en 385.553 Tm de CO2e por año. Uno es un proyecto de biogás, otro es un proyecto de cogeneración de bagazo and y el tercero es unproyecto de planta geotérmica.

Sistema electrico regional de centroamerica (flujos de energia en vivo)
https://www.enteoperador.org/mapa/map.html

### Compañías de generación
- Gesal
- Duke Energy
- AES
- Cutuco Energy Central America
- Nejapa Power

### Compañía de transmisión
- Empresa Transmisora de El Salvador (Etesal)

### Compañías de distribución
- CAESS
- Delsur
- Deusem
- EEO
- Clesa (enlace roto disponible en Internet Archive; véase el historial, la primera versión y la última).

- Datos: Q5357836